# Siège d'Akizuki
Batailles
Campagne de Kyūshū
- Toshimitsu
- Hetsugi-gawa
- Takajō
- Ganjaku
- Akizuki
- Sendai-gawa
- Kagoshima

Le siège d'Akizuki en 1587, aussi appelé siège d'Oguma, est mené par le seigneur de guerre japonais Toyotomi Hideyoshi contre le château d'Oguma du clan Akizuki, dans le cadre de sa campagne de conquête de Kyūshū..
Après s'être emparé du proche château de Ganjaku, contrôlé par un obligé des Akizuki, Hideyoshi tourne son attention vers le château du clan Akizuki. Pendant que son armée approche et se prépare pour le siège, Akizuki Tanezane, le seigneur du château, s'échappe et s'enfuit dans la nuit.
Après avoir pris le château, Hideyoshi aurait couvert les murs de papier blanc pour donner l'illusion qu'il avait eu les moyens de reconstruire les parties démolies pendant la nuit. Voyant cela, Tanezane se rend sans combat.

## Source de la traduction
- (en) Cet article est partiellement ou en totalité issu de l’article de Wikipédia en anglais intitulé « Siege of Akizuki » (voir la liste des auteurs).